# Leonhart Fuchs
Pour les articles homonymes, voir Fuchs.
Leonhart Fuchs, né le 17 janvier 1501 à Wemding près de Nördlingen (duché de Bavière) et mort le 10 mai 1566 à Tübingen, est un médecin et botaniste bavarois. Avec Hieronymus Bock dit Tragus, Otto Brunfels et Valerius Cordus, il préside dans le Saint-Empire aux débuts de la botanique, science alors très proche de la médecine.
La plante Fuchsia est nommée en partie en son honneur.

## Biographie

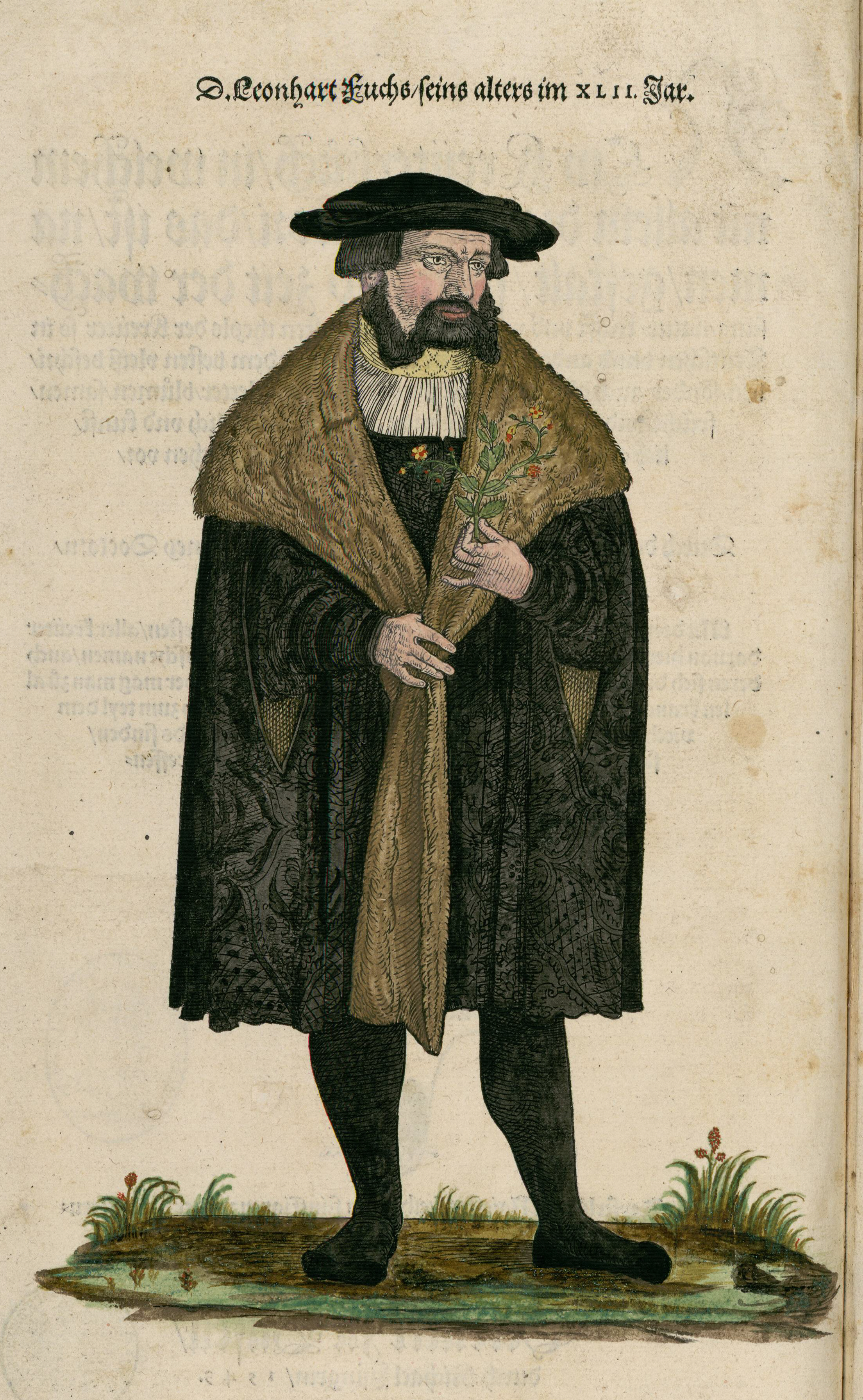
Portrait, 1543.

Fuchs fait ses études à Heilbronn et à Erfurt. A douze ans, il est bachelier ès arts[réf. souhaitée]. Il obtient le titre de docteur à l'université d'Ingolstadt en 1524, en ayant eu pour maître l'humaniste Johannes Reuchlin, et devient la même année maître ès arts. À cette époque, il adhère aux idées protestantes. Il s'installe à Munich et y pratique la médecine. 
Il doit quitter la ville du fait de l'intolérance religieuse et se réfugie à Ingolstadt en 1526 où il obtient la chaire de médecine, qu'il garde deux ans puis il devient le médecin du margrave Georges de Brandebourg à Ansbach. 
Il écrit plus de 500 livres et pamphlets, et s’oppose aux théories des médecins et philosophes arabes. Ses textes concernant l’anatomie de l’œil et ses maladies constituent une référence pour l’époque. 
Fuchs est appelé à Tübingen par le duc Ulrich VI de Wurtemberg en 1533 pour participer à la réforme de l'université dans l'esprit de l'humanisme et il est nommé professeur de médecine de cette université. C'est là qu'il fonde le premier jardin botanique allemand.
Il est aussi traducteur, commentateur et éditeur des travaux du médecin grec Claude Galien.
Fuchs enseigne la médecine à l'université de Tübingen pendant trente et un ans, de 1535 à 1566, année de sa mort.

## Contributions

### L'influence des auteurs anciens

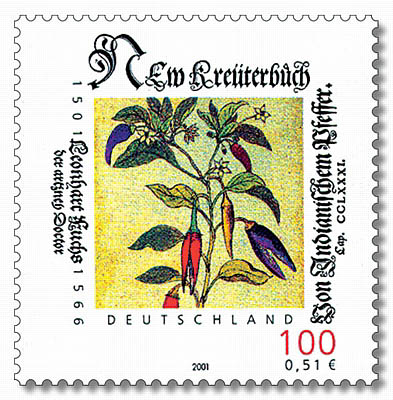
Timbre allemand pour le de L. Fuchs, 2001.

Fuchs est influencé par les auteurs grecs et romains, en particulier Dioscoride, Hippocrate et Galien. Mais dans ses ouvrages, il s'intéresse d'abord à la flore allemande et décrit plus de 400 espèces de son pays dans De historia stirpium commentarii (1542, Bâle), dont une trentaine qui n'ont qu'un intérêt ornemental et ne sont donc pas illustrées pour leurs utilisations dans la pharmacopée. Les illustrations (les dessins sont d'Albrecht Meyer (en) et les gravures de Veit Rudolph Speckle) sont au moins aussi précises que celles d'Otto Brunfels. Elles seront d'ailleurs reprises régulièrement par les auteurs ultérieurs. Cette flore décrit également un millier d'espèces étrangères. Quant au vocabulaire, il est largement inspiré de Jean Ruel.
Dans sa préface, il regrette l'ignorance de la botanique même chez les médecins. Mais, s'il n'hésite pas à critiquer les auteurs classiques, il ne tente pas d'élaborer de classification et il range les plantes suivant un ordre alphabétique. Il utilise un système binomial sans pour autant le systématiser comme le fera Linné. Ainsi, chaque chapitre présente un genre et est subdivisé en plusieurs parties qui traitent successivement des différents noms qui ont été attribués à la plante, des différentes espèces qui composent ce genre, des différences morphologiques entre ces espèces, des milieux où on les trouve, de leurs diverses propriétés attribuées par les auteurs anciens et, pour finir, des fonctions thérapeutiques en usage à son époque.

### L'utilisation du genre et de l'espèce
Les critères qu'utilise Fuchs pour délimiter les espèces se fondent non sur les organes de reproduction ou de fructification, mais sur l'apparence générale des fleurs, voire sur leur odeur, leur couleur, la grandeur des feuilles… Il faut aussi noter l'importance de la partie consacrée à la synonymie. Celle-ci va augmenter graduellement au cours du développement de la botanique, marquant l'essor de cette science. À tel point que les herbiers qui paraissent sont d'abord des ouvrages de synonymie avant d'être des ouvrages de botanique descriptive.

## Compléments

### Éponymie

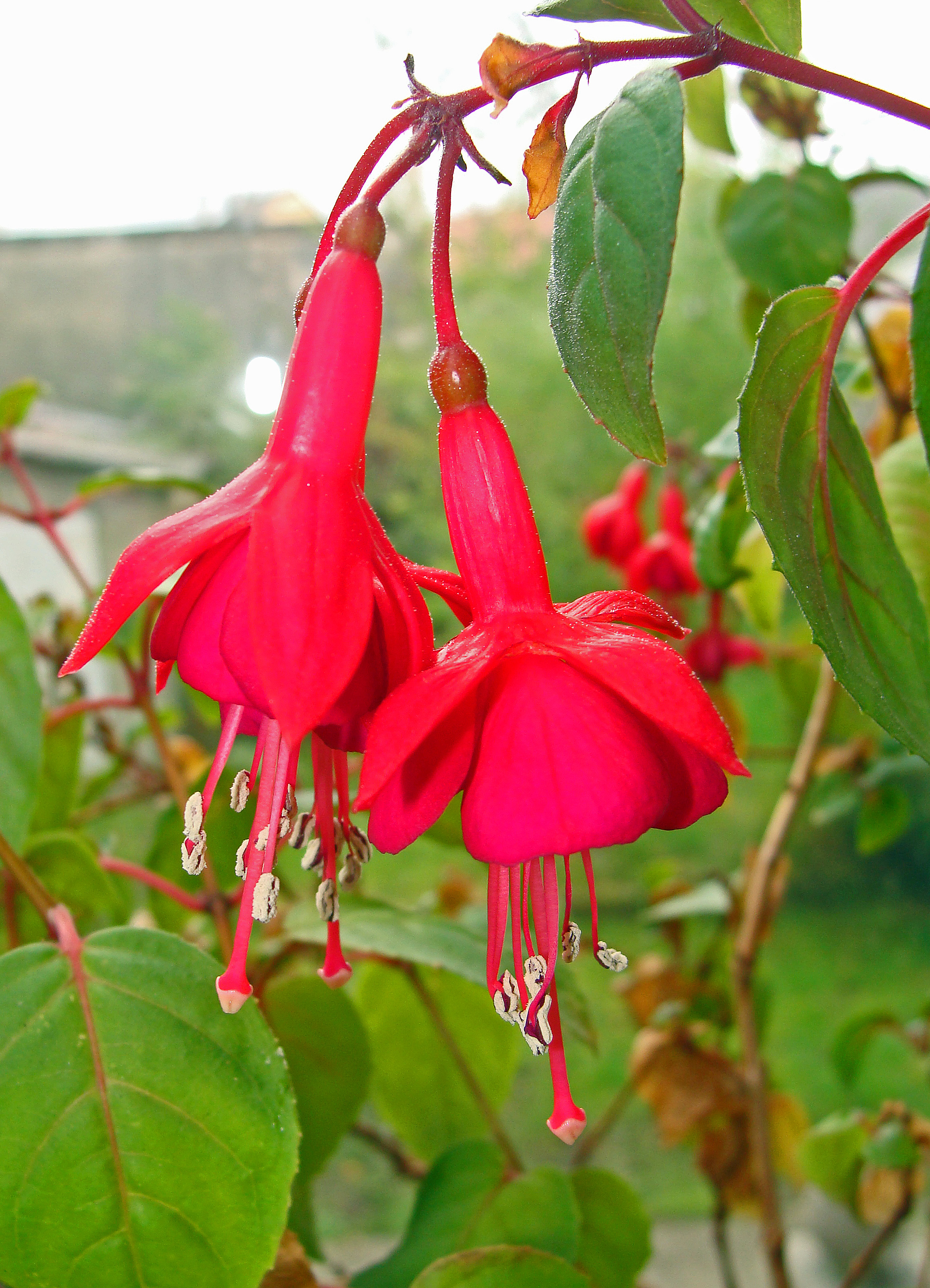
Fuchsia.

Le fuchsia, découvert sur l'île de Saint-Domingue en 1696 ou 1697, lui a été dédié par Charles Plumier en 1703,.
La fuchsine, une teinture magenta synthétisée au XIXe siècle, tire à son tour son nom du fuchsia d'après Michel-Eugène Chevreul : « M. Renard de Lyon […] a nommé fuchsine le produit de cette réaction par la double raison que cette dénomination rappelle la couleur des fleurs du fuchsia et que le nom allemand est l'équivalent du mot Renard, nom de l'auteur de la découverte ».

## Œuvres

### Éditions anciennes
- Errata recentiorum medicorum, Hagenau, 1530 — Les médecins du Moyen Âge, dit Fuchs, se trompaient en préférant les composés aux simples.
- Page de De Historia Stirpium par L. Fuchs, imprimée par M. Isingrin, v. 1542.Alle Kranckheyt der Augen [Toutes les maladies des yeux], 1539

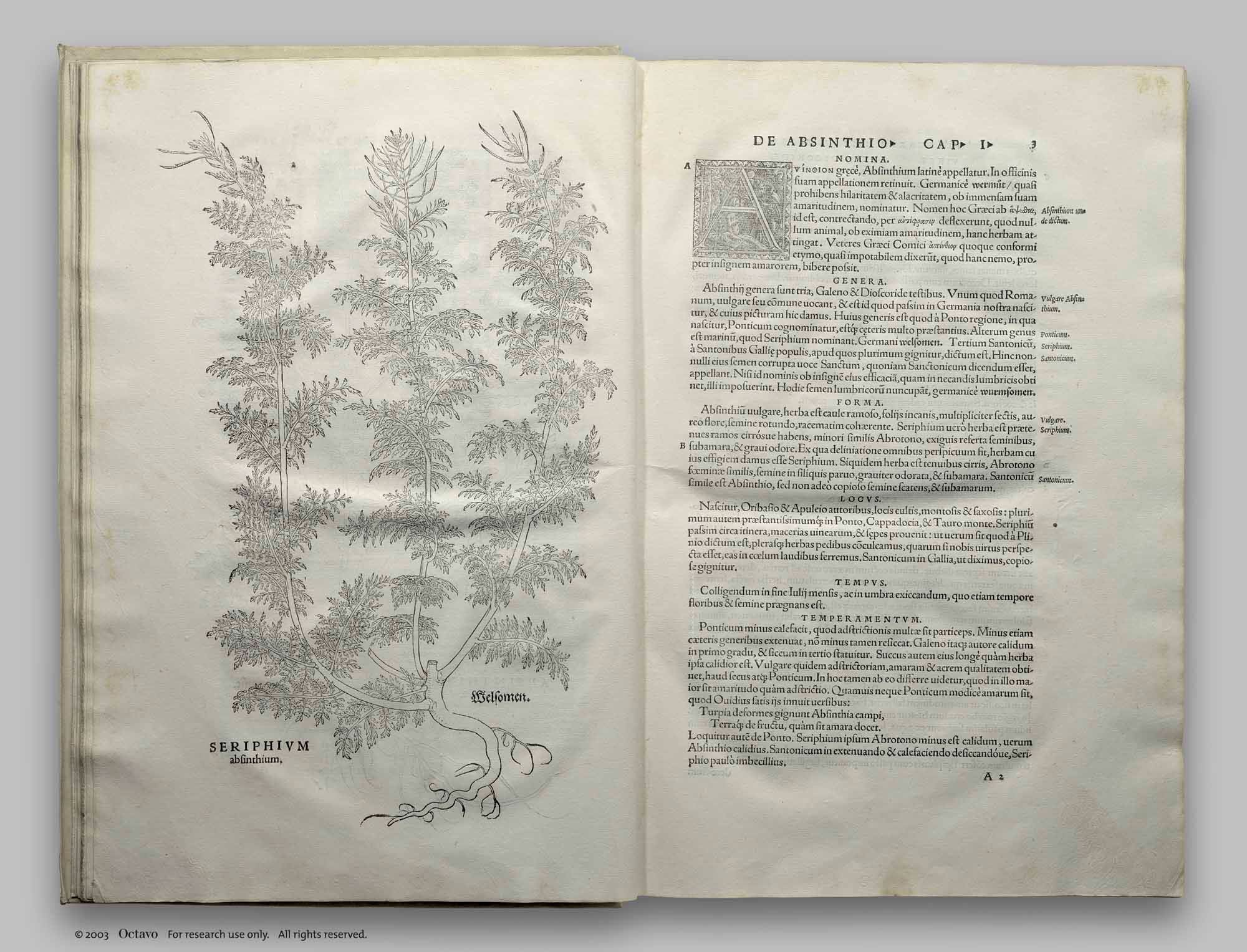
Page de De Historia Stirpium par L. Fuchs, imprimée par M. Isingrin, v. 1542.

- Eyn Newes hochnutzlichs Büchlin/und Anothomi eynes auffgethonen augs/auch seiner erklärung bewerten purgation/Pflaster/Tollirien/Sälblin pulvern unnd wassern/wie mans machen und brauchen sol, 1539[8]
- De historia stirpium commentarii insignes, Bâle, Isingrin, 1542, 931 p.
  - Den nieuwen herbarius, dat is dat boeck van den cruyden, 1543 — Traduction néerlandaise
- Histoire générale des plantes et herbes, avec leur propriété [sic] — Paru chez Nicolas Oudet ; original en mauvais état.
- http://docnum.unistra.fr/cdm/search/searchterm/fuchs%2C%20leonhart/field/creato/mode/all/conn/and/order/creato New Kreüterbuch], Bâle, 1543
- Apologia Leonardi Fuchsii contra Hieremiam Thriverum Brachelium, medicum Lovaniensem : qua monstratur quod in viscerum inflammationibus, pleuritide praesertim, sanguis e directo lateris affecti mitti debeat, 1534[9]
- Institutionum medicinae, sive methodi ad Hippocratis, Galeni aliorumque veterum scripta recte intelligenda mire utilis Libri quinque, 5 vol., 2e  éd., Lyon, 1560
- Operum Leonharti Fuchsii medici et philosophi excellentissimi tomus ... 1 Medicamentorum omnium componendi, miscendique rationem ac modum, libris quatuor, omnibus cum medicis tum pharmacopoeis longe utilissimis & summe necessariis, complectens, Francfort-sur-le-Main, Sigmund Feyerabend et Simon Hüter[10], 1566

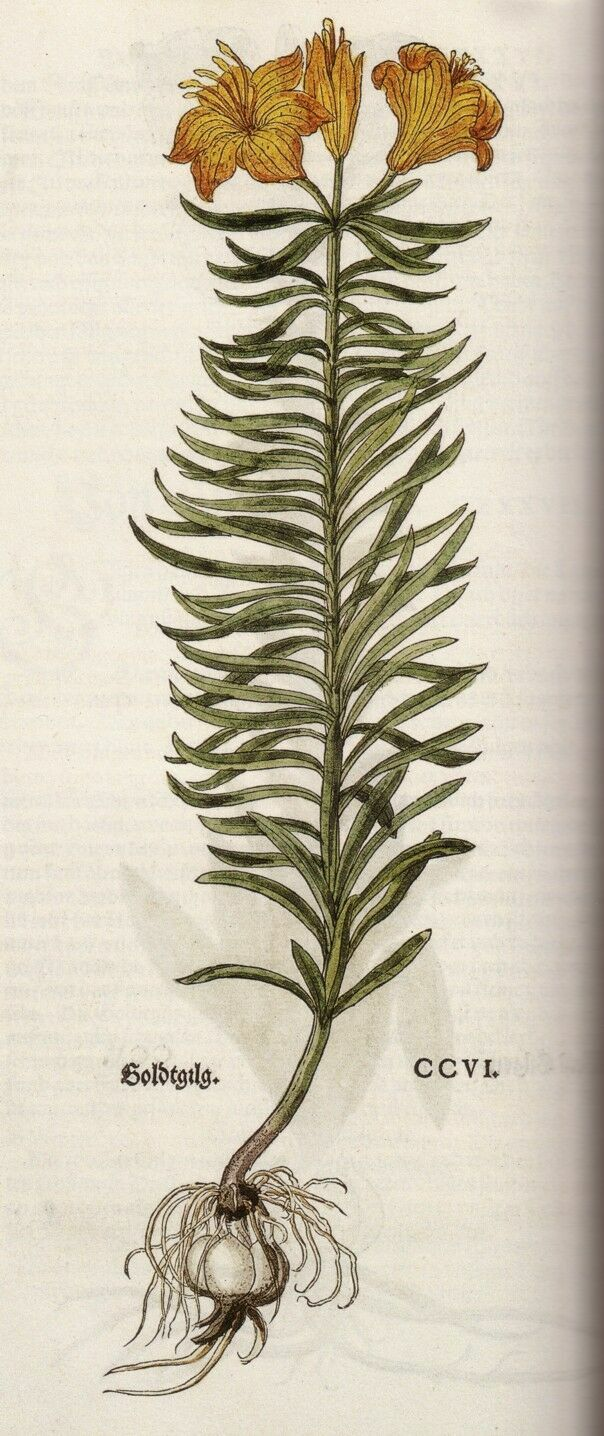
Planche de Lilium bulbiferum, 1542.

### Éditions modernes
- Das Kräuterbuch von 1543, site waimann.de
- New Kreüterbuch, Vma-Vertriebsgesellschaft, 2002  (ISBN 3-928127-84-5)
- De Historia Stirpium, Octavo, 2003  (ISBN 1-59110-051-8)
- Klaus Dobat et Werner Dressendorfer (dir.), Leonhart Fuchs : The New Herbal of 1543, Taschen, 2001
- Frederick Meyer, Emily W. Emmart Trueblood et John Heller (dir.), The great herbal of Leonhart Fuchs : De Historia Stirpium Commentarii Insignes, 1542 : Vol 1 & 2, Stanford University Press, 1999, 895 p.  (ISBN 0804716315 et 9780804716314)